# 280 Philia
280 Philia este un asteroid din centura principală, descoperit pe 29 octombrie 1888, de Johann Palisa.